# イェスンゲ
イェスンゲ(モンゴル語: Есүнгэ Yesüngge,中国語: 移相哥,? - ?)とは、チンギス・カンの弟ジョチ・カサルの息子で、モンゴル帝国の皇族。『元史』などの漢文史料では移相哥大王、『集史』などのペルシア語史料ではییسونگگهYīsūnggeと記される。

## 概要
ジョチ・カサルには四十人近くの子供がいたと伝えられているが、モンゴル帝国の有力王族として名を残したのはイェグ、イェスンゲ、トクの三人のみであった。モンゴル帝国の建国(1206年)以前には成人していたようで、『元朝秘史』にはケレイト部との戦いから敗走した後、テムジン(チンギス・カン)よりはぐれたジョチ・カサルと息子たち(イェグ、イェスンゲ、トク)がバルジュナ湖で合流した事が記録されている。
父カサルの没後、最初にカサル家当主の座を継いだのは兄のイェグで、イェスンゲとトクはその配下で活動していた。1251年6月には他の「東方諸王」、兄弟のイェグとトク、従兄弟のアルチダイ(カチウンの息子)、従甥のタガチャル(テムゲ・オッチギンの孫)、叔父のベルグテイらとともにコデエ・アラルのクリルタイに出席し、新たにモンケをカーンに推戴した。
『集史』によるとイェグの死後にその息子コルコスンが後を継いだが、コルコスンもまた早世したためにイェスンゲが新たにカサル家当主になったという。一方、1253年にイェグが遠征先で私闘を起こしたために失脚し、弟のイェスンゲがカサル家当主となることができた、とする説もある。イェスンゲはカサル家当主として東アジア方面の征服に当たっており、1256年には南宋の討伐をモンケ・カーンに請願している。モンケ・カーンによる南宋への親征が決定すると、イェスンゲはカサル家のチャクラらとともに従軍することが決定し、オッチギン家のタガチャルを頭とする左翼軍に属した。
しかし南宋遠征中にモンケは病死してしまい、モンゴル帝国ではモンケの弟クビライとアリク・ブケとの間で帝位継承戦争が勃発することとなった。イェスンゲは他の東方三王家当主であるクラクル、タガチャルらとともにクビライを支持することに決め、クビライが即位した開平クリルタイにも出席した。
帝位継承戦争において東方三王家の軍隊はクビライ側の主力として活躍し、特にイェスンゲはクビライ側の先鋒としてジュムクル(フラグの長男)とカラチャル率いるアリク・ブケ軍をバスキの戦いで撃ち破る功績を挙げた。『集史』によるとアリク・ブケとの戦争後、間もなくイェスンゲは亡くなったが、その当時のモンゴル人としては長命な75歳での死去あったという。『集史』はイェスンゲはイェグ、トクらと違って紅顔の美青年であったとも伝えている。

## 子孫
『集史』「イェスゲイ・バハードゥル紀」はイェスンゲの死後、息子のエムゲン(امگانĀmgān）が後を継ぎ、エムゲンの死後はその息子シクドゥルが後を継いだと記している。『元史』「宗室世系表」ではイェスンゲ（移相哥大王）の息子をシクドゥル（勢都児王）としているが、他の漢文史料にはイェスンゲ（移相哥）の息子エセン・エムゲン（親王愛仙阿木干）への言及があり、これが『集史』のエムゲンに相当すると見られる。
エセン・エムゲンの活動についてはほとんど記録がないが、ネクデイ氏の乞奴の才能を見いだしてイルチ(使者)に取り立てたことなどが記されている。

## カサル王家
- ジョチ・カサル（J̌öči Qasar,搠只合撒児／جوچى قسارJūchī Qasār）
  - 淄川王イェグ（Yegü,淄川王也古／ییگوYīgū）
    - コルコスン（Qorqosun,火児哈孫／ارقسونĀrqasūn）

  - トク大王（Toqu,脱忽大王／توقوTūqū）
    - エブゲン（Ebügen,愛哥阿不干王／ابوگانĀbgān）

  - イェスンゲ大王（Yesüngge,移相哥大王／ییسونگگهYīsūngge）
    - 親王エセン・エムゲン（Esen emügen,親王愛仙阿木干／امگانĀmgān）
      - シクドゥル王（Šikdür,勢都児王／شیکتورShīktūr）
        - 斉王バブシャ（Babuša,斉王八不沙／مامیشاMāmīshā）
        - ビリグ大王（Birigü,必烈虎大王）
        - コンゴル王（Qong'ur,黄兀児王）
          - バイ・テムル（Bai Temür,伯帖木児王）
          - 斉王オルク・テムル（Ürüg Temür,斉王玉龍帖木児）
          - ベルケ・テムル（Berke Temür,別児帖木児王）